# Marsjön (Hamrånge socken, Gästrikland, 676328-157205)
Marsjön är en sjö i Gävle kommun i Gästrikland och ingår i Skärjån-Hamrångeåns kustomåde.